# Belavići (Marčana)
Pour les articles homonymes, voir Belavići.
Belavići (en italien : Bellavici) est une localité de Croatie située en Istrie, dans la municipalité de Marčana, dans le comitat d'Istrie. En 2001, la localité comptait 27 habitants.

## Démographie
| 1948 | 1953 | 1961 | 1971 | 1981 | 1991 | 2001 |
| ---- | ---- | ---- | ---- | ---- | ---- | ---- |
| 79   | 70   | 61   | 53   | 30   | 23   | 27   |